# Elecciones parlamentarias de Croacia de 2011
Las elecciones parlamentarias se celebraron en Croacia el domingo 4 de diciembre de 2011 para elegir a los 151 miembros del Parlamento croata. Era la sexta elección parlamentaria en Croacia desde la independencia.
Las elecciones se celebraron en los 10 distritos electorales del interior de Croacia (cada uno con 14 parlamentarios), uno distrito electoral para los ciudadanos croatas que viven en el extranjero (3 parlamentarios), y un distrito electoral para las minorías nacionales (8 parlamentarios). Las listas de candidatos tienen que obtener más del 5% de los votos en un distrito electoral para ser representados en Parlamento.
La última elección fue muy reñida entre las dos alianzas políticas importantes y resultando con Ivo Sanader ganando un segundo mandato como Primer ministro. Después de su dimisión repentina e inesperada a mediados de 2009, Jadranka Kosor se convirtió en cabeza del gobierno y nueva líder del HDZ. Zoran Milanović, a pesar de haber perdido la elección anterior, era otra vez escogido para ser el candidato de la oposición para Primer ministro.
La política doméstica y la economía eran los temas principales de la campaña. El gabinete apoyado por la mayoría parlamentaria, marcado por numerosos escándalos de corrupción, un desempleo alto y un punto de vista económico siniestro, era altamente impopular y había estando perdiendo popularidad desde principios de 2009.
La elección resultó en la pérdida del gobierno por parte de la coalición entre la Unión Democrática Croata (HDZ) y el Partido Campesino Croata (HSS) recibiendo el número más bajo de escaños y la mayor perida de votos de su historia. El HDZ perdió un total de 25 escaños, ganando solo en dos distritos electorales en todo el país. El HSS estuvo reducido a solo un sexto de su afiliación anterior. La coalición de centro-izquierda (Kukuriku) conformada por cuatro partidos, dirigida por el Partido Socialdemócrata de Croacia (SDP) disputó la elección, a diferencia de hace cuatro años, con una comparecencia conjunta y ganó las elecciones con una aplastante mayoría absoluta con 81 miembros electos. Todos los miembros de la coalición, excepto la Asamblea Democrática de Istria (IDS), lograron sus mejores resultados hasta ahora. Esta elección fue la primera en la que HDZ no se convirtió en el partido individual más fuerte en el Parlamento, con los socialdemócratas ganando casi veinte escaños más.

## Contexto
Después de dos victorias consecutivas en 2003 y 2007, el gobernante HDZ esperaba asegurar otro mandato más en el cargo. Los socialdemócratas buscaron una primera victoria después de dos derrotas parlamentarias consecutivas desde 2000.

### Eventos desde las elecciones de 2007
Las elecciones de 2007 dieron como resultado la formación del gabinete Sanader II, con el apoyo de una estrecha mayoría de 7. Uno de los principales objetivos de la administración era completar las negociaciones croatas con la Unión Europea. Croacia ha sido un candidato para la UE desde 2005. En diciembre de 2008, Eslovenia bloqueó el progreso de la negociación de Croacia debido a una disputa fronteriza. Sanader y su homólogo esloveno, Borut Pahor, no pudieron resolver sus diferencias en los meses siguientes, lo que significaba que el ingreso de Croacia a la Unión Europea estaba paralizado.
Las elecciones locales de 2009 se celebraron los días 17 y 31 de mayo y dieron como resultado que los socialdemócratas obtuvieran ganancias considerables en ciertas ciudades y distritos electorales tradicionales de HDZ, como Dubrovnik, Šibenik, Trogir y Vukovar, y conservaran tradicionalmente los principales sectores de SDP. ciudades como Zagreb y Rijeka.
El 1 de julio de 2009, Ivo Sanader anunció que renunciaba al cargo de primer ministro y que dejaba a su adjunto Jadranka Kosor como primera ministra. El parlamento la aprobó a ella y a su nuevo gabinete, que convirtió a Kosor en la primera mujer en ser nombrada primera ministra. Desde fines de 2008, el SDP lideraba las encuestas, aunque por un estrecho margen. Después de la repentina renuncia de Sanader el HDZ cayó en picado en las encuestas a su nivel más bajo desde 1999, cuando los escándalos de corrupción estaban sacudiendo las bases del partido. Hubo mucha especulación, ya que Sanader no había dado una razón para su partida, si el bloqueo esloveno fue la causa de su renuncia.
El nuevo Premier, enfrentado a un gran déficit y un alto desempleo, introdujo un presupuesto de emergencia destinado a reducir el gasto y la deuda nacional. Una de las medidas de austeridad más impopulares tomadas junto con la introducción del presupuesto fue un nuevo impuesto sobre la renta llamado "impuesto de crisis" (krizni porez). Además, la tasa del impuesto al valor agregado aumentó del 22% al 23%. El manejo de las finanzas por parte del gobierno no fue popular entre el público, lo que resultó en la deprimente calificación de aprobación del primer ministro del 32% para el final de su primer mes. En los meses siguientes, Kosor y Pahor se reunieron varias veces, tratando de resolver la disputa fronteriza. Las negociaciones dieron como resultado un acuerdo que condujo a la continuación de las negociaciones para la adhesión de Croacia a la Unión Europea. La solución fue un Acuerdo de Arbitraje que fue firmado en Estocolmo el 4 de noviembre de 2009 por los Primeros Ministros de ambos países y el presidente de la UE, Fredrik Reinfeldt.

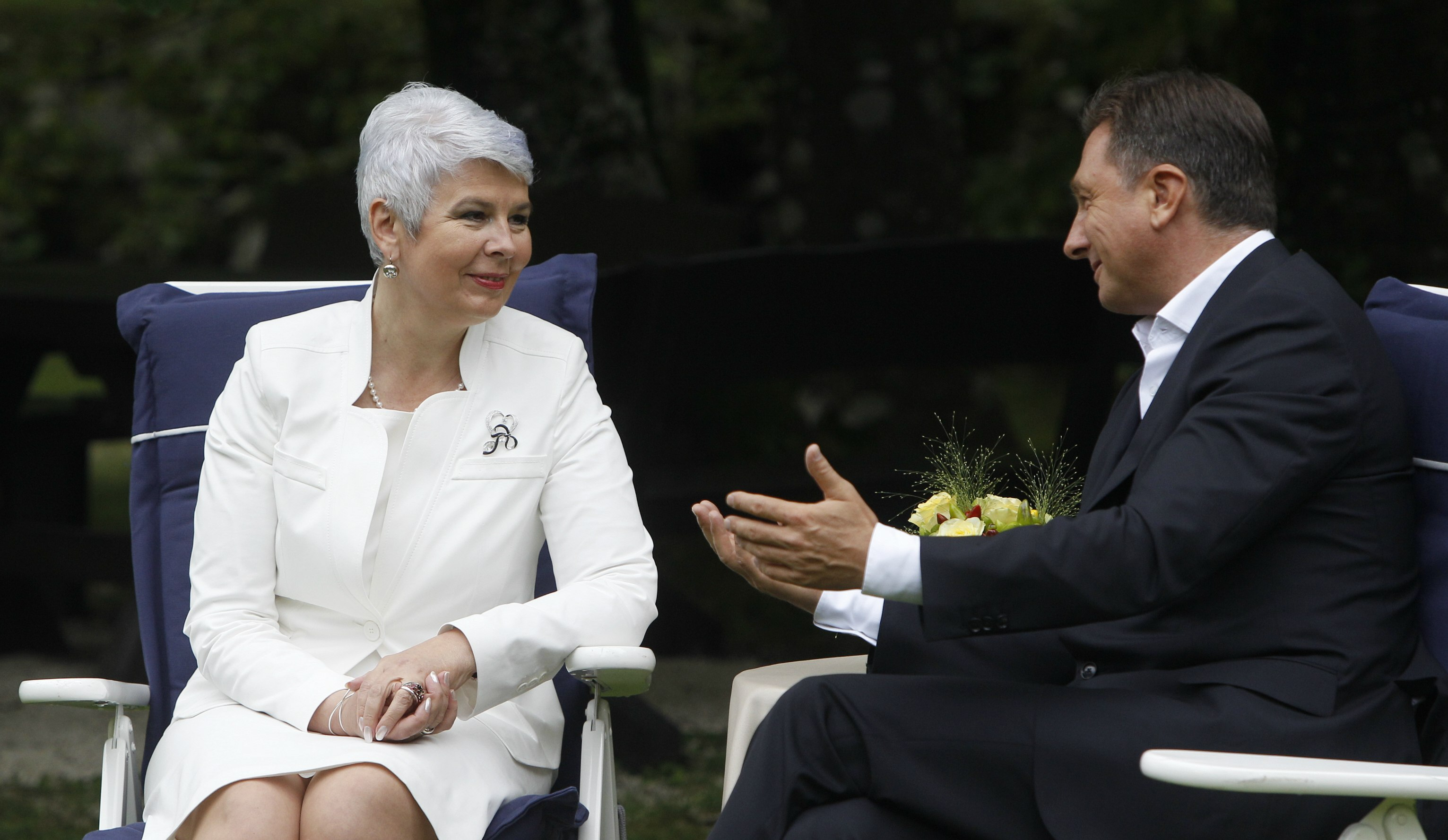
Jadranka Kosor y Borut Pahor desarrolló una relación política y personal cercana y era exitoso en solucionar la disputa de frontera.

En el último trimestre de 2009, se sospechó que muchos funcionarios públicos y miembros de juntas directivas de varias agencias gubernamentales participaban en actividades corruptas. La mayoría de los acusados eran miembros del gobernante HDZ, lo que resultó en una gran crítica para Kosor, quien afirmó que no estaba familiarizada con ninguna actividad criminal de sus colegas en el partido. Otros, sin embargo, elogiaron a Kosor y a su Gobierno por comenzar finalmente a abordar el difícil tema de la corrupción. La oposición acusó al primer ministro de responsabilidad política alegando que era imposible que Kosor no supiera lo que sucedía a su alrededor cuando ella era vicepresidenta del gobierno casi siete años antes de convertirse en premier. Las acusaciones crecieron a medida que más y más asuntos de corrupción estaban vinculados con el ex primer ministro Ivo Sanader. El 30 de octubre de 2009, Damir Polančec, miembro de la Presidencia de la HDZ, renunció al cargo de vice primer ministro y ministro de Economía tras denuncias de corrupción.
El 3 de enero de 2010, Ivo Sanader anunció que volvería a la política activa diciendo que su renuncia había sido un error. Acusó a Kosor y a los miembros de la Presidencia del HDZ de liderazgo fallido citando el pobre resultado de Andrija Hebrang en la primera ronda de las elecciones presidenciales celebradas apenas una semana antes. Hebrang logró un embarazoso 12% obteniendo el tercer lugar, el resultado más bajo para un candidato presidencial del HDZ. Ivo Josipović, el candidato del SDP, ganó una victoria aplastante en la segunda vuelta resultante el 10 de enero. La mayoría de los expertos políticos, así como la mayoría del público, creían que la verdadera razón del sorpresivo regreso de Sanader era el temor de que finalmente estaría empatado con los numerosos escándalos de corrupción que han surgido desde que dejó el cargo. El 4 de enero, un día después del golpe de Sanader como lo llamó la prensa, la Presidencia del HDZ decidió expulsar a Sanader del partido. El 9 de diciembre de 2010, USKOK emitió una orden de arresto contra Ivo Sanader, que lo llevó a huir del país antes de que el Parlamento le quitara la inmunidad política. Fue incluido en la lista de la Interpol y fue arrestado al día siguiente en Salzburgo, Austria.
A lo largo de 2010, la economía encabezó la corrupción como la mayor preocupación del gobierno. La industria derramó decenas de miles de empleos y el desempleo se disparó. El gasto del consumidor se redujo drásticamente en comparación con los niveles récord de 2007, causando problemas generalizados en el comercio, así como en las industrias del transporte. El saldo de importación / exportación se benefició de una gran disminución de las importaciones y una disminución más moderada de las exportaciones. La continua disminución del estándar dio como resultado una rápida caída de la popularidad tanto en la primera ministra como en el apoyo al gobierno.
La recesión y el alto desempleo continuaron a lo largo de 2011, lo que provocó muchas protestas antigubernamentales en todo el país. El 15 de abril exgeneral croata Ante Gotovina fue sentenciado a 24 años de prisión por el ICTY después de ser encontrado culpable de crímenes de guerra durante Operación Tormenta. Esto causó una gran insatisfacción en Croacia, especialmente en la derecha política. Las investigaciones sobre los "fondos negros" del partido gobernante se intensificaron en 2011 después de que el extesorero de HDZ Branka Pavošević testificara ante USKOK sobre las finanzas ilegales utilizadas en las elecciones anteriores, incluida la propia campaña presidencial de 2005 de Jadranka Kosor. La investigación resultó con Mladen Bajić, el fiscal general, emitiendo una acusación contra HDZ como una entidad legal.
El 28 de octubre, los diputados votaron para disolver el Parlamento. El presidente de la República Ivo Josipović acordó la disolución de Sabor el lunes 31 de octubre y programó las elecciones, como se sospechaba anteriormente, para el domingo 4 de diciembre.

## Fecha de la elección
Las elecciones parlamentarias regulares después de la del 2007 debían celebrarse el 11 de marzo de 2012 o antes la cual era la última fecha del límite constitucional. El clima político inestable que siguió a la renuncia del primer ministro Ivo Sanader en julio de 2009 llevó a muchos observadores políticos y expertos a plantear la posibilidad de una elección general anticipada. Esto no se materializó, más bien, el Gabinete de Jadranka Kosor decidió continuar con algunos cambios en el personal.
La primera ministra Jadranka Kosor había declarado en repetidas ocasiones en 2010 que lo más probable es que se celebraran a fines de 2011, presumiblemente en noviembre. La fecha tentativa de elección fue el último domingo de noviembre de 2011, sin embargo, muchos expertos y políticos de la oposición habían adivinado que la elección podría celebrarse antes, para coincidir con el referéndum de adhesión a la Unión Europea pendiente. La fecha final fue decidida por los partidos en el poder el 15 de julio.
Las elecciones se convocaron oficialmente cuando el Presidente de la República acordó la disolución del Parlamento el 31 de octubre, permitiendo que las elecciones generales tuvieran lugar el 4 de diciembre. Las listas de candidatos se finalizaron en el Comité Electoral Estatal el 17 de noviembre, y la campaña oficial duró hasta el silencio electoral de la medianoche del 2 de diciembre.

## Sistema electoral

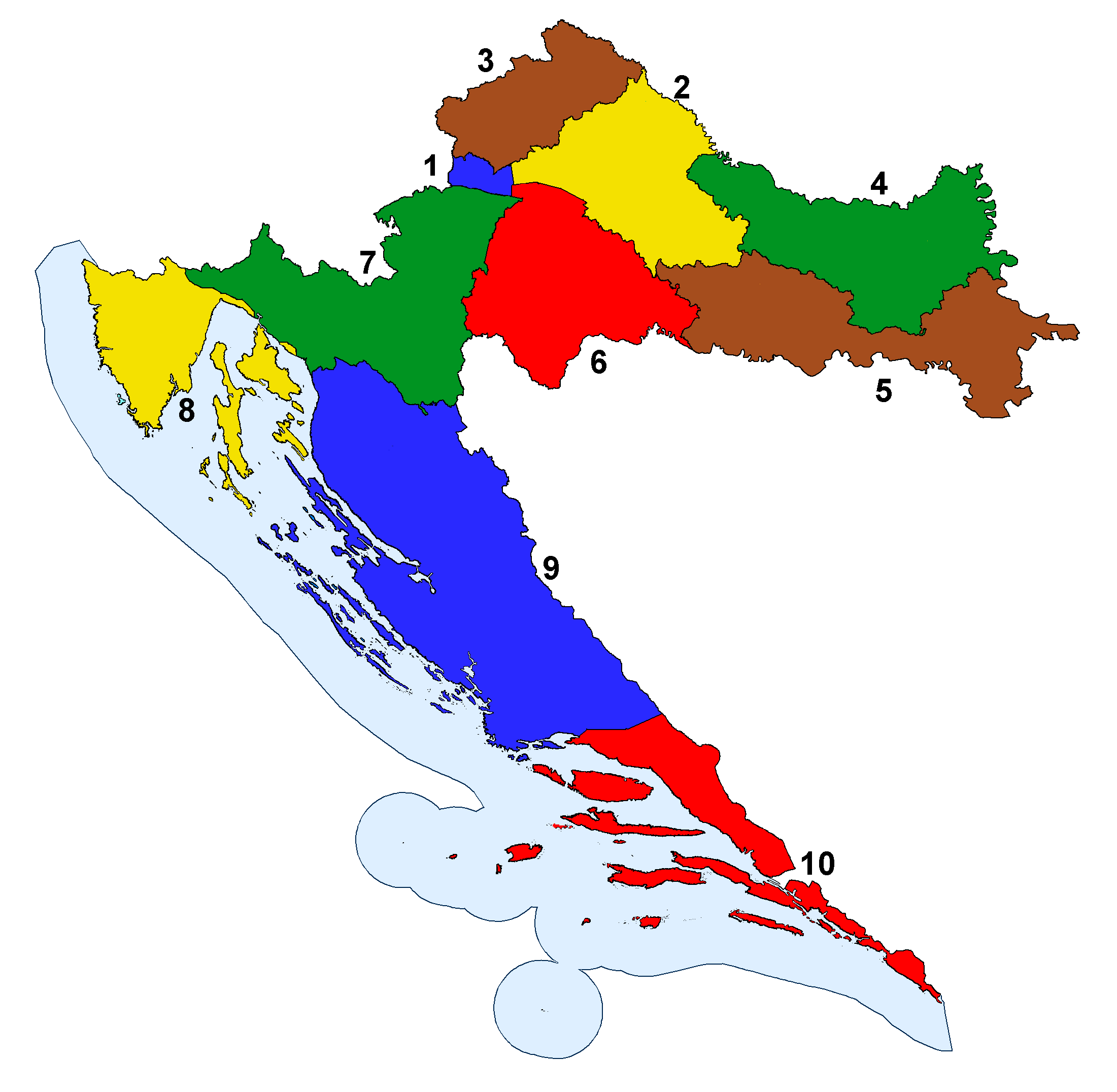
Distritos electorales geográficos (1–10)

Desde 1999, Croacia se ha dividido en 10 distritos electorales del Parlamento, nombrados con números romanos. Estos distritos se basan más o menos en la geografía, pero se les da forma según la cantidad de votantes, de modo que cada distrito tiene aproximadamente el mismo número de votantes registrados, alrededor de unos 400,000. Por lo tanto, estos distritos no corresponden a las fronteras de las principales divisiones administrativas dentro de Croacia y cada distrito contiene uno o más o partes de varios condados croatas.
Cada distrito envía 14 parlamentarios al parlamento y los candidatos ganadores se determinan usando el sistema de votación de representación proporcional de la lista de partidos. Esto significa que los partidos hacen listas de 14 candidatos para ser elegidos, y los escaños se asignan a cada partido en proporción al número de votos que el partido recibe, con un límite de elección del 5 por ciento de los votos en cada distrito, calculado utilizando el sistema d´Hondt.
Además, hay dos distritos no geográficos. En el distrito XI, 3 miembros son elegidos por representación proporcional para representar a los ciudadanos croatas que residen en el extranjero (este distrito se conoce comúnmente como el electorado de la diáspora). Aunque todas las personas que viven fuera de Croacia son elegibles para votar a favor de esta lista, la mayoría de los votantes que participan en esta lista tradicionalmente están constituidos por los croatas de Bosnia y Herzegovina, la mayoría de los cuales tienen doble ciudadanía croata y bosnia. En el distrito XII se eligen 8 miembros adicionales para representar a las 22 minorías étnicas en Croacia que están legalmente reconocidas como tales en la Constitución de Croacia, con 3 de estos escaños reservados para la minoría serbia.
Dado que los escaños se asignan de acuerdo con la proporción de votos recibidos en cada distrito, los partidos normalmente designan altos funcionarios del partido en los distritos donde tradicionalmente han gozado de buenos niveles de apoyo, para garantizar que los miembros más prominentes obtengan escaños en el parlamento. . Todos los candidatos son elegidos por períodos de cuatro años. Sin embargo, muchos diputados que son miembros de coaliciones gobernantes después de las elecciones a menudo son nombrados en varios cargos ministeriales y gubernamentales, mientras que otros se desempeñan como alcaldes o directores de varias agencias gubernamentales. En tales casos, están obligados por ley a suspender su mandato parlamentario por el resto de su otro mandato y sus escaños son tomados por diputados diputados designados por el partido.

### Cambios
La Constitución y, en consecuencia, la ley electoral han cambiado en junio de 2010 para dar al distrito XI 3 escaños fijos. En el pasado, el número de asientos otorgados al distrito era proporcional al número de votantes que participaban. En las últimas elecciones en 2007, esto resultó en 5 asientos asignados al distrito.
En diciembre de 2010, el Tribunal Constitucional de Croacia decidió informar al Parlamento sobre la necesidad de actualizar las definiciones de las unidades electorales de acuerdo con los datos actuales de población, de conformidad con las disposiciones de la Ley de unidades electorales de 1999.

## Campaña electoral general
La campaña oficial comenzó el 17 de noviembre y finalizó el 2 de diciembre, que fue el último día en que los candidatos pudieron presentar sus ideas al electorado. Con una duración total de 16 días, esta fue la campaña más corta de la historia, aunque las campañas no oficiales comenzaron mucho antes. La coalición Kukuriku recorrió el país presentando su Plan 21, un documento abierto que trataron de presentar al público y exhortarlos a compartir sus ideas y críticas. A lo largo de octubre y noviembre, sostuvieron múltiples debates tipo foro abierto en todo el país. El foco principal de su campaña fue la economía y las bajas cifras de empleo. El HDZ ingresó a la campaña perjudicada por la investigación contra los fondos negros del partido, que fue hecha pública por Mladen Bajić, el fiscal general, solo un par de semanas antes de que comenzara la campaña oficial. La estancada recuperación económica y las altas cifras de desempleo causadas por las políticas de los gobiernos de Ivo Sanader y Jadranka Kosor en los últimos ocho años, así como los múltiples escándalos de corrupción y un exlíder en juicio, marcaron la campaña del partido. Su mensaje principal era que, aunque la situación puede ser difícil, HDZ era una de las partes que era mejor cuando las cosas estaban mal y había demostrado su eficacia en tiempos difíciles. La retórica fue en su mayoría patriótica y se centró en los temas en gran parte olvidados de la década de 1990 y Franjo Tuđman, el primer líder de HDZ. Debido a las leyes anticuadas, Zoran Milanović y Jadranka Kosor, las únicas dos personas con posibilidades reales de ganar el primer ministerio, no pudieron intercambiar ideas y argumentos en un debate.

### Asuntos

#### La economía
La actual crisis económica, entrando en su cuarto año, fue un problema importante en la campaña. La oposición persistió en acusar a la coalición gobernante por aumentar la deuda del país a niveles sin precedentes, además de no poder atraer nuevos inversores y hacer crecer el espíritu empresarial. Con la actual crisis de la deuda soberana europea, HDZ insistió en que la deuda de Croacia no se acercaba a los niveles de economías europeas tambaleantes como Grecia, Italia o España. Milanović y Radimir Čačić, los líderes de la coalición Kukuriku, advirtieron sobre una posible rebaja de la calificación crediticia de Croacia, lo que provocaría la imposición de tasas de interés desfavorables a los ciudadanos croatas. La cuestión de si Croacia necesitaría la asistencia del Fondo Monetario Internacional después de las elecciones también se actualizó cuando Slavko Linić, uno de los principales estrategas económicos del Partido Social Demócrata, planteó la posibilidad de llegar a un acuerdo con el Fondo si las perspectivas económicas seguían siendo desalentadoras. . HDZ Deprisa pounced en aquella declaración que argumenta que tal un arreglo significaría cortes severos y entitlement reformar cuál endanger el más pobre en el país.
El desempleo aumentó en 2009 y se mantuvo en niveles récord durante los próximos dos años. No hubo signos de recuperación en el mercado laboral que Kukuriku utilizó como argumento para protestar por las políticas fallidas de HDZ. A pesar de los rostros frescos y respetados como Đuro Popijač, Martina Dalić y Domagoj Milošević nombrados ministros a cargo de la recuperación de la economía, todos los sectores sufrieron caídas y muchas fábricas entraron en bancarrota con trabajadores no remunerados que llevaron su descontento a las calles. Los más notables fueron los trabajadores de Kamensko, un ex gigante textil, que protestaron porque no han recibido indemnizaciones por despido ni salarios.

#### Unión Europea
Cada partido político importante afiliación croata soportada en la Unión Europea aparte de HSP cuál reclamó una aproximación más equilibrada al asunto europeo que reclama la campaña del Gobierno para el referéndum de accesión de la UE era demasiado predispuesto y centrado en un sí voto más que informativo. Kosor Reclamó su partido y su Gobierno era más responsables para la conclusión del proceso de negociar y renegado sobre la carencia de apoya reciba de SDP y otros partidos de oposición. Vesna Pusić y Zoran Milanović era ambos insistiendo el asunto europeo era un común uno y no tendría que ser reducido a político bickering.
Todos los principales partidos políticos respaldaron la membresía croata en la Unión Europea, aparte de HSP, que exigía un enfoque más equilibrado del problema europeo alegando que la campaña del Gobierno para el referéndum de adhesión a la UE era demasiado parcial y centrada en un voto afirmativo más que informativo. Kosor afirmó que su partido y su Gobierno eran los principales responsables de la finalización del proceso de negociación y se quejó de la falta de apoyo que recibió del SDP y otros partidos de la oposición. Vesna Pusić y Zoran Milanović insistieron en que el tema europeo era común y no debería reducirse a disputas políticas.

#### Lucha contra la corrupción y el crimen organizado

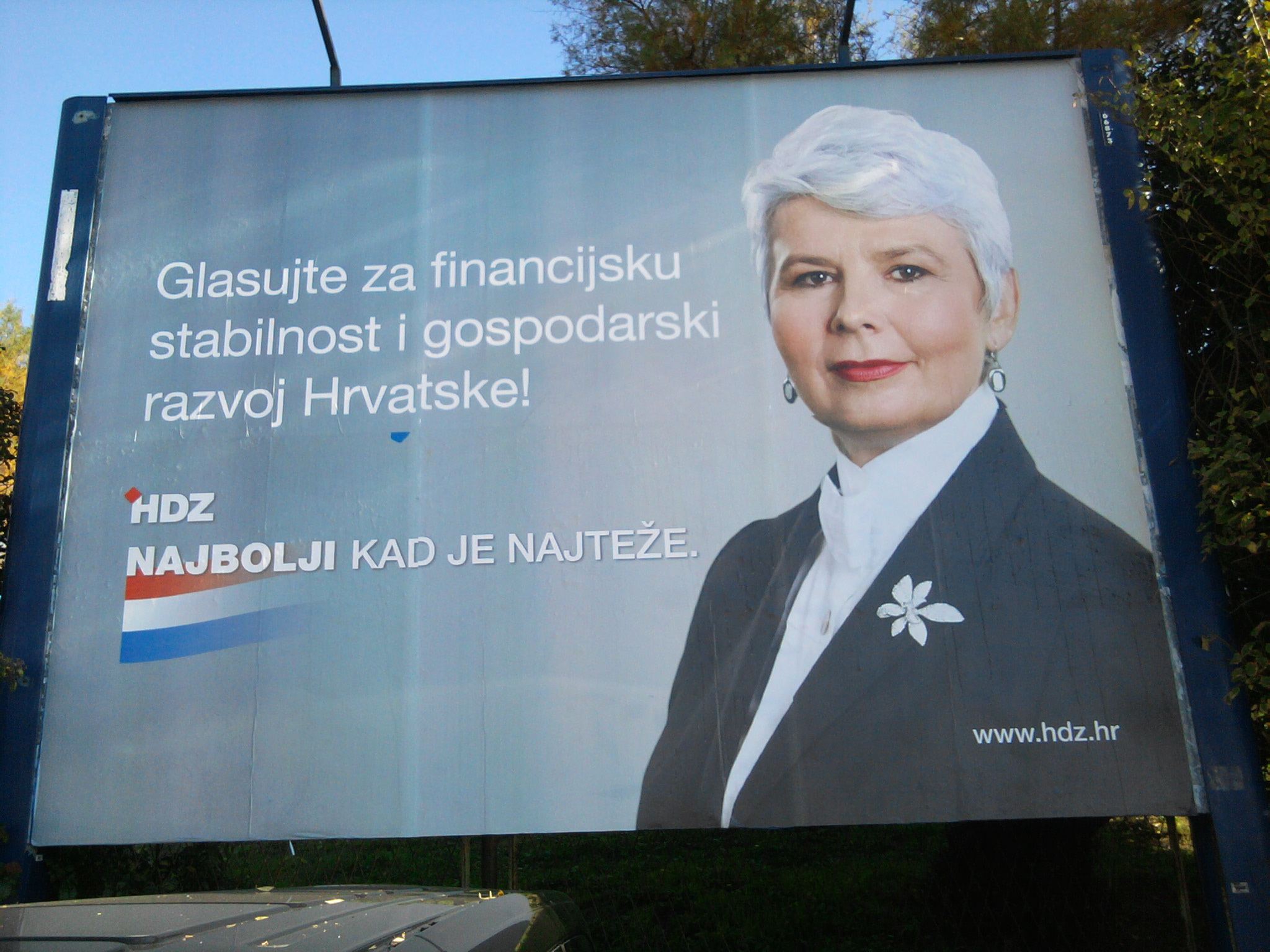
Uno de los carteles de campaña de HDZ con Jadranka Kosor. El lema "Mejor cuando las cosas son difíciles" se coloca debajo del logotipo del partido.

Con Ivo Sanader, antiguo líder de HDZ que dirigió una campaña altamente personalizada y ganó las elecciones generales de 2007 por HDZ, en prisión por conspiración para cometer crimen organizado, el tema de la lucha contra la corrupción política y económica surgió como uno de los temas principales de la campaña. Jadranka Kosor y sus ministros argumentaron que permitieron una verdadera lucha contra el crimen organizado, citando el caso Sanader, así como el arresto de Damir Polančec, ex vice primer ministro y muchos otros miembros de la junta y directores de empresas gubernamentales. Sin embargo, la mayoría de los acusados eran en realidad miembros de HDZ y muchos expertos políticos y expertos en derecho especularon que era solo cuestión de tiempo hasta que se investigara HDZ como entidad legal. Durante años, HDZ fue duramente criticada por tener las campañas más caras sin explicar de forma lógica cómo el partido podía permitirse una producción de campaña tan elaborada. Finalmente, el 27 de octubre, solo tres semanas antes del comienzo de la campaña oficial, las oficinas del fiscal general y USKOK anunciaron que HDZ era parte investigada por organizarse con el propósito de cometer delitos.
Los diputados de la oposición, como Željko Jovanović de SDP, que era famoso por su afirmación de que el jefe de HDZ era una organización criminal, exigió la verdad sobre cosas como la propia candidatura presidencial fallida de Jadranka Kosor, que se sospechaba era financiada por 'fondos negros'. Kosor siguió repitiendo que no estaba al tanto de las finanzas y veteranos del partido como Vladimir Šeks acusaron a Sanader, quien todavía estaba en prisión, de cambiar sus propias actividades delictivas en el partido. Su mensaje principal fue que una parte no puede compartir la culpa colectiva, pero que la culpa debe ser impuesta a las personas que se beneficiaron de actividades delictivas.

### Resumen de gasto
Por ley croata todos los partidos y las listas están requeridos a públicamente revelar la cantidad han levantado y gastados durante la campaña oficial. Entregan él a través de una forma estandarizada al Comité de Elección Estatal (en croata: Državno izborno povjerenstvo: , INMERSIÓN). Las cantidades finales estuvieron informadas a la INMERSIÓN y ha sido informado en Narodne novine. La INMERSIÓN publicó su informe encima gastos de campaña el 10 de febrero de 2012.
| Partidos y coaliciones                           | Partidos y coaliciones                           | Monto recaudado | Cantidad gastada | Votos   | Media gastada por voto | Escaños | Media gastada por escaño |
| ------------------------------------------------ | ------------------------------------------------ | --------------- | ---------------- | ------- | ---------------------- | ------- | ------------------------ |
| Coalición Kukuriku                               | Partido Socialdemócrata de Croacia               | 10,719,608 kn   | 10,719,608 kn    | 958,312 | 15.16 kn               | 61      | 175,731 kn               |
| Coalición Kukuriku                               | Partido Popular Croata                           | 2,591,200 kn    | 2,591,187 kn     | 958,312 | 15.16 kn               | 14      | 185,084 kn               |
| Coalición Kukuriku                               | Asamblea Democrática de Istria                   | 598,382 kn      | 597,916 kn       | 958,312 | 15.16 kn               | 3       | 199,638 kn               |
| Coalición Kukuriku                               | Partido de los Pensionistas de Croacia           | 320,000 kn      | 618,185 kn       | 958,312 | 15.16 kn               | 3       | 206,061 kn               |
| HDZ, incl. Coaliciones                           | Unión Democrática Croata                         | 13,136,735 kn   | 15,509,605 kn    | 569,781 | 27.48 kn               | 44      | 352,491 kn               |
| HDZ, incl. Coaliciones                           | Partido Cívico Croata                            | 200,000 kn      | 139,214 kn       | 569,781 | 27.48 kn               | 2       | 69,607 kn                |
| HDZ, incl. Coaliciones                           | Centro Democrático                               | 13,000 kn       | 11,070 kn        | 569,781 | 27.48 kn               | 1       | 11,070 kn                |
| Obreros de Croacia- Partido Laborista            | Obreros de Croacia- Partido Laborista            | 882,271 kn      | 873,333 kn       | 121,785 | 7.17 kn                | 6       | 145,555 kn               |
| Alianza Democrática Croata de Slavonia y Baranja | Alianza Democrática Croata de Slavonia y Baranja | 731,088 kn      | 2,077,903 kn     | 68,995  | 30.12 kn               | 6       | 346,317 kn               |
| Lista independiente Ivan Grubišić                | Lista independiente Ivan Grubišić                | 230,933 kn      | 229,778 kn       | 66,266  | 3.47 kn                | 2       | 114,889 kn               |
| Partido Campesino Croata                         | Partido Campesino Croata                         | 5,473,853 kn    | 5,914,212 kn     | 71,450  | 82.77 kn               | 1       | 5,914,212 kn             |
| Partido Croata por los Derechos Ante Starčević   | Partido Croata por los Derechos Ante Starčević   | 231,088 kn      | 526,784 kn       | 66,150  | 7.96 kn                | 1       | 526,784 kn               |
| Partido Croata de los Derechos                   | Partido Croata de los Derechos                   | 1,752,911 kn    | 1,752,911 kn     | 72,360  | 24.22 kn               | 0       | —                        |
| Partido Social Liberal de Croacia                | Partido Social Liberal de Croacia                | 2,168,733 kn    | 2,551,121 kn     | 71,077  | 35.89 kn               | 0       | —                        |
| Pensionistas de bloque Juntos                    | Pensionistas de bloque Juntos                    | 288,153 kn      | 347,750 kn       | 66,239  | 5.25 kn                | 0       | —                        |
| Fuente: Comité de Elección Estatal               |                                                  |                 |                  |         |                        |         |                          |

## Resultados
|  | 40.02 % |

|  | 23.17 % |

|  | 5.09 % |

|  | 2.88 % |

|  | 2.80 % |

|  | 3.00 % |

|  | 2.80 % |

|  | 2.76 % |

|  | 17.48 % |

|  | 97.99 % |

|  | 2.01 % |

|  | 100.00 % |

|  | 54.32 % |

### Concurrencia

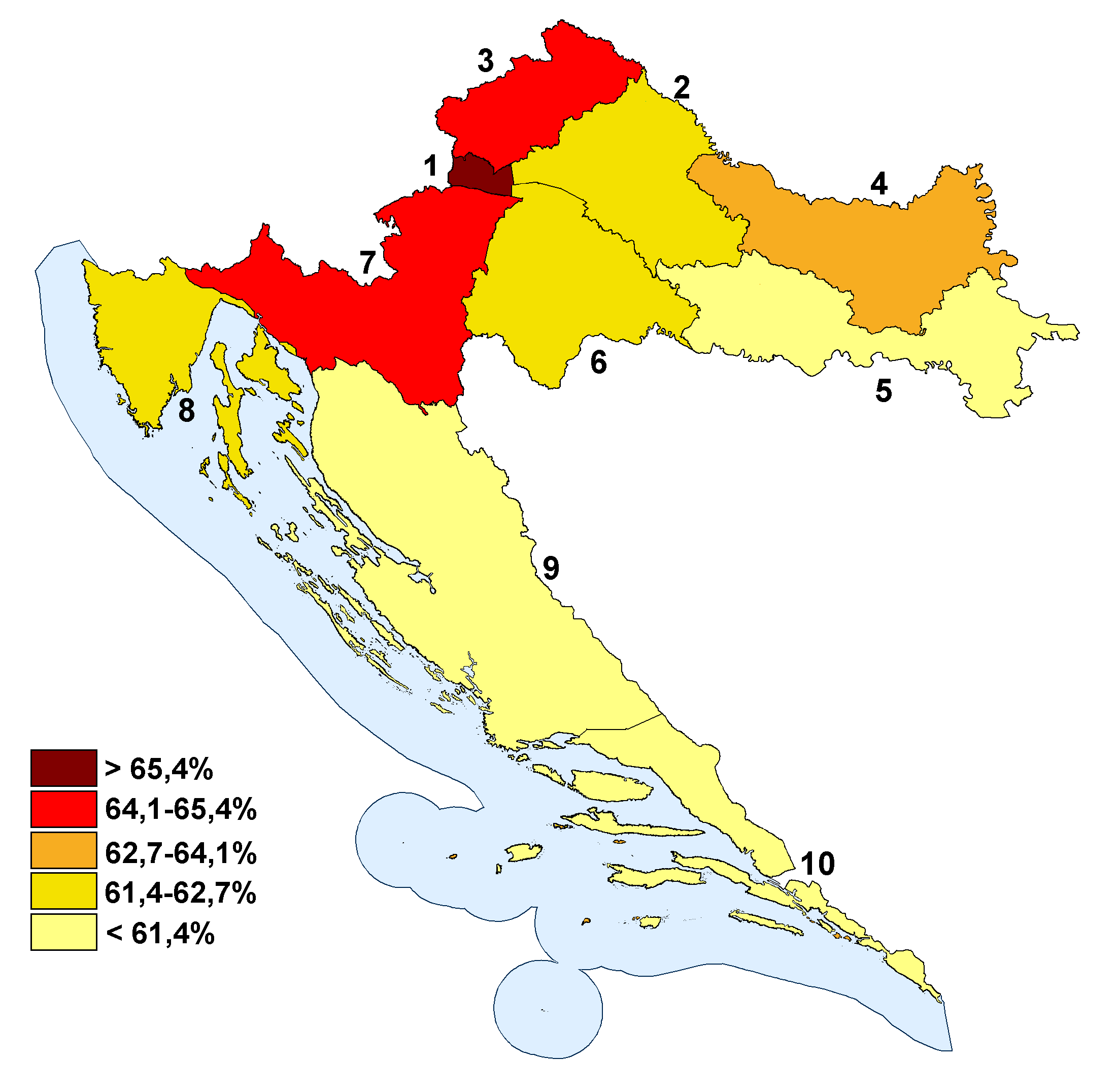
Concurrencia de elección para cada distrito electoral

| Distrito           | I       | II      | III     | IV      | V       | VI      | VII     | VIII    | IX      | X       | Total I-X | XI      | XII     | Total     |
| ------------------ | ------- | ------- | ------- | ------- | ------- | ------- | ------- | ------- | ------- | ------- | --------- | ------- | ------- | --------- |
| Total de votantes  | 358,750 | 403,716 | 364,332 | 333,927 | 367,654 | 352,471 | 413,148 | 385,376 | 440,597 | 422,392 | 3,842,363 | 411,758 | 250,130 | 4,504,251 |
| Los votos lanzaron | 239,962 | 249,595 | 233,700 | 209,903 | 216,732 | 218,975 | 267,207 | 238,199 | 251,409 | 254,527 | 2,380,209 | 21,114  | 45,508  | 2,446,831 |
| Concurrencia       | 66.89%  | 61.82%  | 64.14%  | 62.86%  | 58.95%  | 62.13%  | 64.68%  | 61.81%  | 57.06%  | 60.26%  | 61.95%    | 5.13%   | 18.19%  | 54.32%    |

### Distribución de asientos por distrito electoral
| Distrito / de partido             | I | II | III | IV | V | VI | VII | VIII | IX | X | XI | XII |
| --------------------------------- | - | -- | --- | -- | - | -- | --- | ---- | -- | - | -- | --- |
| SDP/HNS-LD/IDS/HSU                | 9 | 8  | 10  | 6  | 6 | 9  | 9   | 11   | 6  | 6 | —  | 1   |
| HDZ / HDZ-DC / HDZ-HGS            | 4 | 4  | 3   | 4  | 6 | 4  | 4   | 2    | 8  | 5 | 3  | —   |
| Laboral                           | 1 | 1  | 1   | 0  | 0 | 1  | 1   | 1    | 0  | 0 | —  | —   |
| HDSSB                             | — | —  | —   | 4  | 2 | —  | —   | —    | —  | — | —  | —   |
| SDSS                              | — | —  | —   | —  | — | —  | —   | —    | 0  | — | —  | 3   |
| Lista independiente Ivan Grubišić | 0 | 0  | 0   | 0  | — | 0  | 0   | 0    | 0  | 2 | —  | —   |
| HSS                               | 0 | 1  | 0   | 0  | 0 | 0  | 0   | 0    | 0  | 0 | —  |     |
| HSP-CUANDO                        | 0 | 0  | 0   | 0  | 0 | 0  | 0   | 0    | 0  | 1 | 0  | —   |
| Otra minoría nacional             | — | —  | —   | —  | — | —  | —   | —    | —  | — | —  | 4   |

Las minorías nacionales eligieron 8 representantes a través de un sistema de elección separado: Milorad Pupovac (65,1% de los votos), Vojislav Stanimirović (63,5%) y Jovo Vuković (54,8%) para la minoría nacional serbia, Deneš Šoja (51, 5%) para la minoría húngara, Furio Radin (sin oposición) para la minoría italiana, Vladimir Bilek (45,4%) para las minorías checa y eslovaca, Veljko Kajtazi (18,9%) para el austríaco, búlgaro, alemán, judío , Polaco, romaní, rumano, ruso, turco, ucraniano, minorías de Vlach y Nedžad Hodžić (26,5%) para las minorías albanesa, bosnia, macedonia, montenegrina y eslovena.

### Análisis

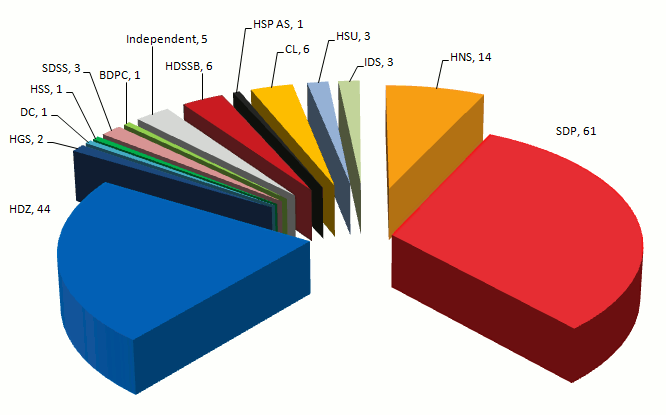
Distribución de asientos después de la elección.

Un total de 4,254,121 ciudadanos estuvieron habilitados para votar, de los cuales 2,446,831 ejercieron el voto. Esto resultó en la participación más baja, en porcentaje, pero con un 54,32% del electorado cumpliendo con su derecho constitucional. Sin embargo, en el distrito XI, reservado para los votantes que residen en el extranjero, la participación fue de un triste 5,13%, con 21,114 de los posibles 411,758. En los diez distritos geográficos de Croacia, la participación fue aproximadamente igual a la de hace cuatro años. 2.380.209 personas emitieron su voto, lo que resultó en una participación del 61.95%. De las diez unidades, la mayor participación se produjo en el distrito I, que abarca la mayor parte de la capital, Zagreb, donde la participación fue del 66,89%. La participación más baja fue en el distrito IX, que abarca el centro y norte de Dalmacia y Lika, con una participación del 57.06%.

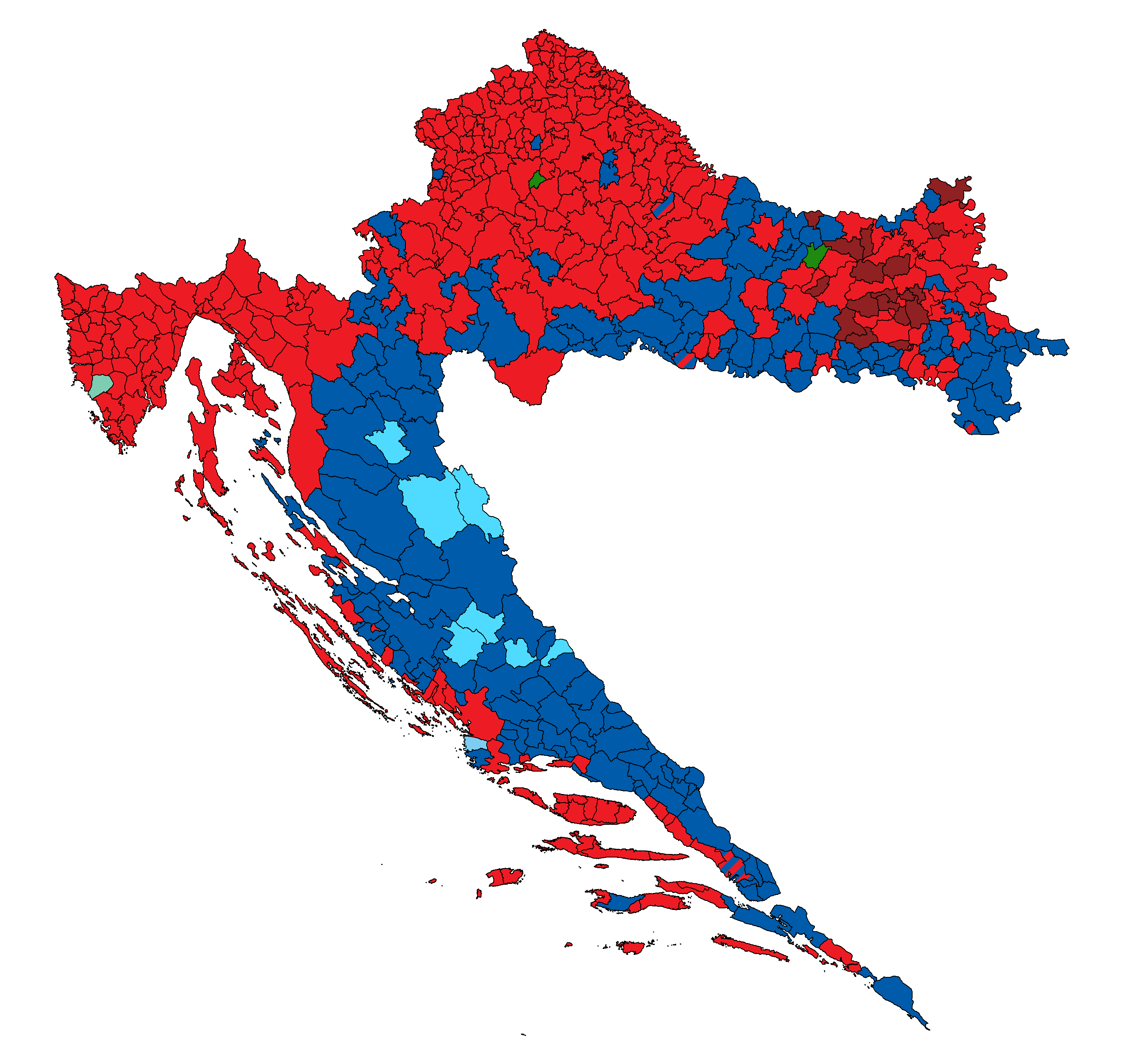
Resultados de la elección basada en la mayoría de votos en cada municipio de Croacia

Los cuatro partidos de oposición de centro-izquierda, que participaron en la elección como la coalición Kukuriku, obtuvieron su mejor resultado, con SDP ganando 61 escaños lo que significa que por primera vez desde la independencia serían el partido más grande en el Parlamento, el Partido Popular Croata-Demócratas Liberales ganaron 14, la IDS obtuvo 3 y el Partido de los Pensionistas de Croacia también obtuvo 3 escaños. A pesar del número récord de escaños obtenidos, la coalición recibió 958,312 votos, o 40.02%, en comparación con las elecciones de 2007 cuando compitieron en las elecciones por separado y juntos recibieron 1,083,488, o 43.6%. El recientemente formado Partido Laborista, dirigido por el exmiembro del partido HNS Dragutin Lesar, fue una gran sorpresa de las elecciones. Ganó 6 escaños, una hazaña inusual de un partido marginado en un país con un sistema político estable donde los recién llegados independientes raramente ganan una proporción significativa de los votos. Otra sorpresa fue el candidato independiente Ivan Grubišić, un ex sacerdote católico que dirigió una campaña para restaurar la ética y la integridad de la política. Ganó 2 escaños en su décimo distrito electoral, principalmente de Split, la segunda ciudad más grande del país. La Alianza Democrática Croata de Eslavonia y Baranja (HDSSB), un partido derechista regional de Eslavonia, impugnó las elecciones en los distritos IV y V y logró un inesperado 6 escaños, a pesar de que la mayoría de las encuestas antes de la elección les otorgaba un máximo de 5 escaños. Corrieron en una campaña de descentralización y regionalismo y una oposición muy fuerte a HDZ.
HDZ, después de ocho años en el gobierno y 20 como el partido más grande, recibió un golpe histórico con solo 44 escaños, dos menos que las pérdidas electorales de 2000, y solo el 23.5% del voto popular, su porcentaje más bajo hasta ahora. En comparación, en 2000 HDZ recibió 790,728 votos en comparación con solo 563,215 en este ciclo de elección. La participación hace doce años fue más alta, pero el resultado fue aún 3.4 puntos porcentuales más bajo que su, hasta 2011, el punto más bajo. HDZ ni siquiera impugnó las elecciones individualmente, como en 2000, sino en coalición con el alcalde del Partido Ciudadano Croata de Split Željko Kerum y el Centro Democrático de Vesna Škare Ožbolt, que ganaron 2 y 1 escaños respectivamente. El principal socio de coalición de HDZ desde 2007 fue el Partido Campesino de Croacia, que también recibió su peor resultado hasta el momento, reduciéndose a solo 1 PM. De hecho, dos ministros de HSS, que prestaron servicios desde la última elección, Damir Bajs y Božidar Pankretić no pudieron cruzar el umbral en sus respectivas unidades. Otro ministro de HDZ, Radovan Fuchs, tampoco ingresó al Parlamento.

## Formación de gobierno

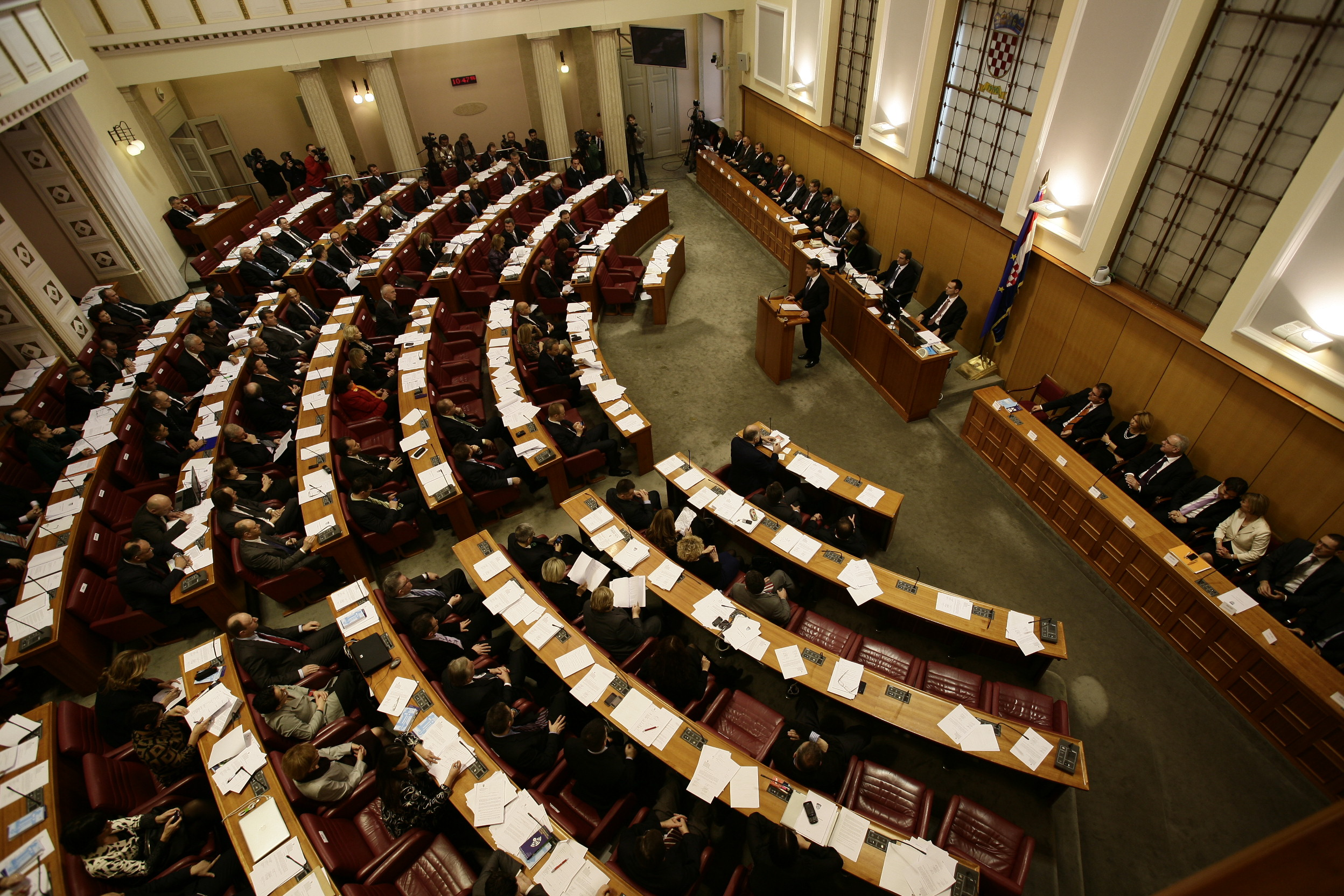
Milanović Presentando su gabinete a Parlamento al frente del voto de confianza.

A diferencia de las conversaciones de formación del gobierno en 2007, cuando los dos bloques políticos eran casi iguales en el número de escaños obtenidos, pero sin poder formar una mayoría sin amplias negociaciones con partidos más pequeños, la victoria rotunda de la coalición de centro izquierda en esta elección ciclo dejó sin duda en cuanto a quién formaría el gobierno. Dado que la coalición Kukuriku obtuvo una mayoría absoluta, no hubo necesidad de negociaciones con otros partidos y el Presidente de la República no tenía ninguna razón para llamar a los líderes de los partidos a las conversaciones de coalición como hace cuatro años. El 14 de diciembre, diez días después de las elecciones e inmediatamente después de que el presidente de la Comisión Electoral del Estado llegara a Pantovčak y le entregara los resultados oficiales y finales, el presidente Ivo Josipović invitó a Zoran Milanović a su oficina y le pidió que formara un gobierno.
Milanović presentó su gabinete al Parlamento el 23 de diciembre, 19 días después de las elecciones. La votación resultó con 89 escaños a favor del gabinete, 81 del Kukuriku y 8 diputados de minorías nacionales, votando a favor del gabinete de Milanović. La transición al poder ocurrió la noche siguiente cuando Jadranka Kosor dio la bienvenida a Milanović al lugar de reunión oficial del gobierno, Banski dvori, frente al edificio Sabor en la plaza de San Marcos y le entregó los documentos y documentos necesarios.
Al asumir el cargo a la edad de 45 años, Zoran Milanović se convirtió en el segundo primer ministro más joven desde la independencia de Croacia. Además, su gabinete también se convirtió en el más joven, con una edad promedio de ministro de 48 años. Los miembros del gabinete provenían de tres de los cuatro partidos de la coalición ganadora, dejando solo el Partido Croata de Pensionados (HSU) sin representación.